# Павуколов жовтобокий
Павуколов жовтобокий (Arachnothera flammifera) — вид горобцеподібних птахів родини нектаркових (Nectariniidae). Ендемік Філіппін. Раніше вважався підвидом малого павуколова, однак за результатами низки молекулярно-генетичних досліджень був визнаний окремим видом.

## Підвиди
Виділяють два підвиди:
- A. f. flammifera Müller, S & Schlegel, 1844 — острови Самар, Лейте, Бохоль, Дінагат і Мінданао;
- A. f. randi Müller, S & Schlegel, 1844 — острів Басілан.

## Поширення і екологія
Жовтобокі пауколови поширені на сході та на півдні Філіппін. Вони живуть у вологих рівнинних тропічних лісах і чагарникових заростях, в мангрових лісах, садах і на плантаціях. Зустрічаються на висоті до 1000 м над рівнем моря.